# K. Hunishikatti, Kalghatgi
K. Hunishikatti là một làng thuộc tehsil Kalghatgi, huyện Dharwad, bang Karnataka, Ấn Độ.